# Main
De Main is een Duitse rivier die van oost naar west door Noord-Beieren (Franken) en het Rijn-Maingebied stroomt. De rivier mondt bij Mainz uit in de Rijn en is 524 km lang (574 km indien de langste bronrivier wordt meegerekend).

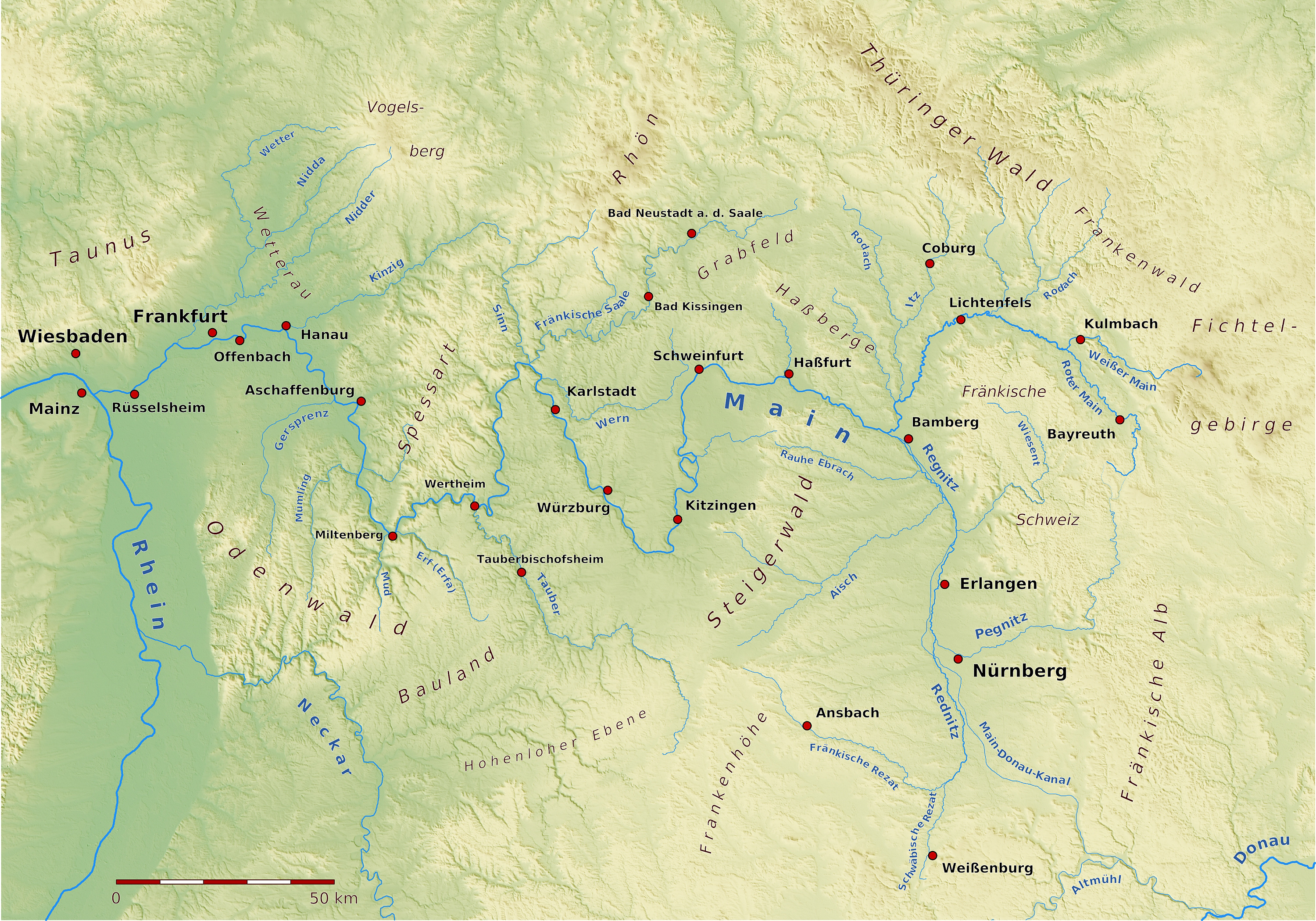
Kaart van het stroomgebied van de Main
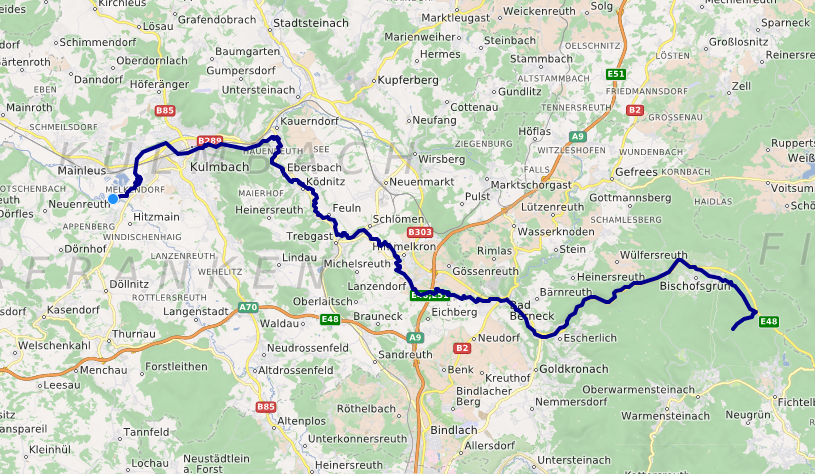
De Weiße Main
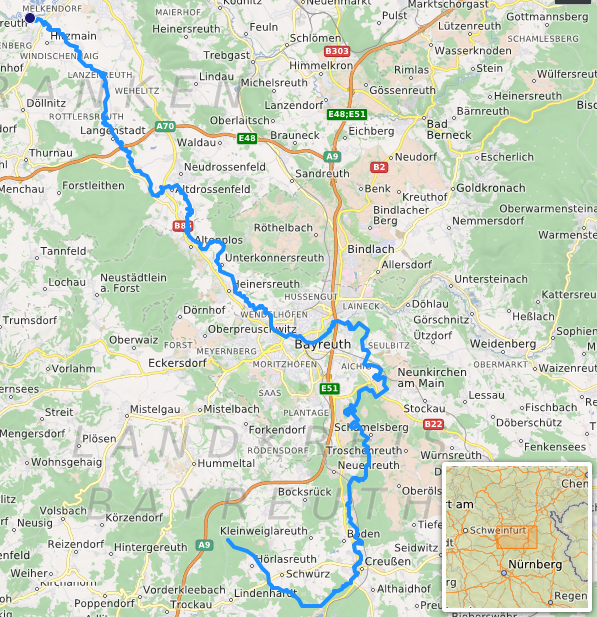
De Rote Main

De Main ontstaat bij Melkendorf, een westelijk Ortsteil van het stadje Kulmbach door de samenvloeiing van de Rode Main (Roter Main) en de Witte Main (Weißer Main), die respectievelijk 50 en 41 kilometer lang zijn. De Rode Main komt van links en ontspringt in de Fränkische Alb, terwijl de Witte Main haar bron heeft in het Fichtelgebergte. De voornaamste zijrivieren van de Main zijn vervolgens de Regnitz, de Fränkische Saale, de Tauber en de Nidda.
Bij Bamberg vormt het Main-Donaukanaal een kunstmatige verbinding met de Donau. Het werd in 1992 voltooid. Het kanaal mondt samen met de Regnitz bij Bamberg uit in de Main.
De Main is de op een na de langste rivier die geheel op Duits grondgebied loopt. Als alleen wordt gerekend vanaf het punt waar de bronrivieren zich verenigen, is de Main zelfs langer dan de Wezer. Het gemiddelde debiet bij de monding bedraagt 225 m³/s, waarmee de Main na de Aare en Moezel de op twee na grootste waterleverancier van de Rijn is.
Het wijnbouwgebied Franken is mede afhankelijk van het microklimaat van deze rivier.
Langs de Main loopt een voor fietsers bewegwijzerde route van bron tot monding, de Mainradweg.

## Etymologie
De naam Main heeft een Keltische oorsprong; de Kelten zouden deze rivier Moin of Mogin hebben genoemd. Toen de Romeinen rond 100 n.Chr dit gebied hadden veroverd, latiniseerden zij het tot Moenus. Later werd dit uiteindelijk Main.

## Steden langs de Main
De oever is aangegeven (links of rechts); als een stad aan beide oevers ligt wordt eerst de oever met het centrum aangegeven.
- Bayreuth (l/r) (aan de Roter Main)
- Kulmbach (l/r) (aan de Weißer Main)
- Bamberg (l)
- Schweinfurt (r)
- Kitzingen (r/l)
- Würzburg (r/l)
- Aschaffenburg (r/l)
- Hanau (r/l)
- Offenbach (l/r)
- Frankfurt (r/l)
- Hattersheim am Main (r) - Kelsterbach (l)
- Raunheim (l)
- Rüsselsheim am Main (l)

## Main-linie
Binnen het Duitse taalgebied wordt gesproken van de Main-linie of Spierse linie om de overgang van het Opperduits (ten zuiden van de Main) naar het Middelduits aan te geven. De Main wordt ook gezien als de noordelijke grens van Zuid-Duitsland, dat overwegend katholiek is en nooit tot Pruisen of de Noord-Duitse Bond heeft behoord.
- Gemeinsame Normdatei: 4037107-4
- Library of Congress Control Number: sh85079900
- Nationale Bibliotheek van Tsjechië: ge320124
- Nationale Bibliotheek van Israël: 987007543553305171
- Virtual International Authority File: 256144783106384896315